# Habitation Vidal
L'Habitation Vidal ou Habitation Mondélice est une ancienne plantation coloniale, située à Rémire-Montjoly, dans le département français de Guyane.
Les parties anciennes de l'habitation sont classées monuments historiques par arrêté du 12 avril 1999.

## Histoire
L'Habitation Mondélice, plantation coloniale prospère, est achetée à Claude Macaye en 1800 par le négociant Jean Vidal, à qui succède son fils, Félix Vidal de Lingendes, gouverneur par intérim de la Guyane. En 1819, entre 270 et 280 esclaves travaillent sur la plantation.
En 1822, le domaine reçoit la première machine à vapeur guyanaise, en faisant l'une des plantations les plus prospères. D'une étendue de plus de 600 hectares, dont 70 en polders, l'exploitation fait travailler 300 esclaves en 1848.
La crise du sucre et la seconde abolition de l'esclavage de 1848, amène l'exploitation à se réorienter vers la production de café, de rocou, et l'élevage.
En 1864 le site devient une école d'agriculture par la volonté du père Guyodo du Saint-Esprit.
L'habitation est abandonnée depuis 1880.

## Description
Les bâtiments étaient pour la plupart en pan-de-bois : maison du maître, "cases à nègres" et chapelle. Le site comprenait aussi des chaudières dont l'emplacement reste lisible.

Le moulin à bestiaux octogonal, de sept mètres de côté, en pierre de taille et en brique, comporte une cour de douze mètres de diamètre. Ce manège intervenait à l'arrêt des moulins à vapeur.

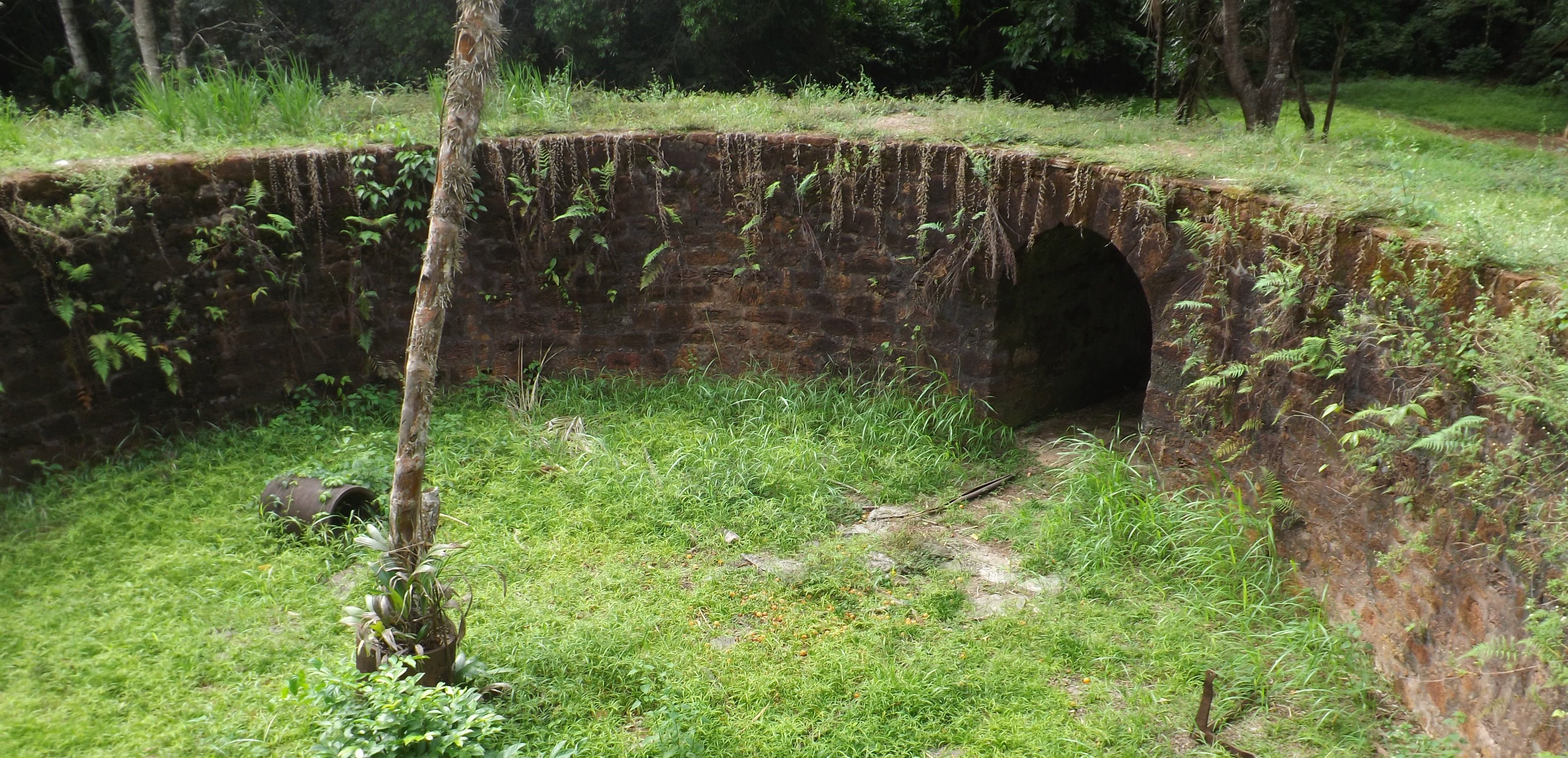
L'ancien moulin à bestiaux

## Protection du patrimoine
les parties anciennes de l'habitation sont inscrites aux monuments historiques par arrêté du 31 août 1995, puis classées par arrêté du 12 avril 1999. Il s'agit du « moulin à bestiaux » ; la chaufferie ; la purgerie ; les murs soutenant les moulins à vapeur ; le puits ; les quais ; l'escalier ; les terrains contenant les anciens polders ; le terrain contenant les traces de plot des anciennes cases à esclaves ; l'ensemble des terrains non encore fouillés et susceptibles de contenir en particulier les vestiges de la maison du maître, des divers entrepôts, de la chapelle, du pigeonnier, de l'hôpital, du cimetière et des ponts et tout autres vestiges archéologiques, y compris amérindiens » 